# Caratunk
Caratunk ist eine Town im Somerset County des Bundesstaates Maine in den Vereinigten Staaten. Im Jahr 2020 lebten dort 81 Einwohner in 202 Haushalten auf einer Fläche von 143,15 km².

## Geographie
Nach dem United States Census Bureau hat Caratunk eine Gesamtfläche von 143,15 km², von der 135,46 km² Land sind und 7,69 km² aus Gewässern bestehen.

### Geographische Lage
Caratunk liegt zentral im Somerset County. Der Kennebec River bildet die westliche Grenze des Gebietes und fließt in südliche Richtung. Im Norden grenzt der Pleasant Pond. Es gibt weitere Seen in dem Gebiet, wie der Baker Pond im Osten. Die Oberfläche ist hügelig, der zentral gelegene, 893 m hohe Moxie Mountain, ist die höchste Erhebung.

### Nachbargemeinden
Alle Entfernungen sind als Luftlinien zwischen den offiziellen Koordinaten der Orte aus der Volkszählung 2010 angegeben.
- Norden: The Forks, 9,9 km
- Osten: Northeast Somerset, Unorganized Territory, 29,0 km
- Süden: Moscow, 8,7 km
- Südwesten: Pleasant Ridge Plantation, 14,2 km
- Westen: Northwest Somerset, Unorganized Territory, 36,1 km

### Stadtgliederung
In Caratunk gibt es zwei Siedlungsgebiete: Caratunk und Pleasant Pond.

### Klima
Die mittlere Durchschnittstemperatur in Caratunk liegt zwischen −11,1 °C (12 °F) im Januar und 20,0 °C (68 °F) im Juli. Damit ist der Ort gegenüber dem langjährigen Mittel der USA um etwa 9 Grad kühler. Die Schneefälle zwischen Oktober und Mai liegen mit bis zu zweieinhalb Metern mehr als doppelt so hoch wie die mittlere Schneehöhe in den USA; die tägliche Sonnenscheindauer liegt am unteren Rand des Wertespektrums der USA.

## Geschichte
Caratunk wurde als Town am 14. Oktober 1877 organisiert. Zuvor wurde das Gebiet als Caratunk Plantation im Jahr 1840 organisiert und erneut im Jahr 1893, um den Bewohnern das Wahlrecht zu ermöglichen. Eine erneute Bestätigung fand im Jahr 1903 aus steuerlichen Gründen statt. Noch bevor das Gebiet organisiert war, wurde beim Census von 1790 eine Gesamtzahl von 105 Einwohnern gezählt. Die Herkunft des Namens ist nicht geklärt. Eine Erklärung sagt, der Name käme von „scraped field“ (dt. aufgekratztes Feld), eine andere Erklärung führt den Namen zurück auf den Ausdruck in Abenaki für „crooked stream“ (dt. gekrümmter Strom).
Vor der Organisation des Gebietes wurde es als Township No. 1, Third Range Bingham's Kennebec Purchase, East of Kennebec River (T1 R3 BKP EKR) oder auch Spaulding bezeichnet.
Durch den nordöstlichen und nordwestlichen Teil der Town verläuft der Appalachian Trail weiter zu den Forks und zum Pleasant Pond.

### Einwohnerentwicklung
| Volkszählungsergebnisse – Town of Caratunk, Maine | Volkszählungsergebnisse – Town of Caratunk, Maine | Volkszählungsergebnisse – Town of Caratunk, Maine | Volkszählungsergebnisse – Town of Caratunk, Maine | Volkszählungsergebnisse – Town of Caratunk, Maine | Volkszählungsergebnisse – Town of Caratunk, Maine | Volkszählungsergebnisse – Town of Caratunk, Maine | Volkszählungsergebnisse – Town of Caratunk, Maine | Volkszählungsergebnisse – Town of Caratunk, Maine | Volkszählungsergebnisse – Town of Caratunk, Maine | Volkszählungsergebnisse – Town of Caratunk, Maine |
| Jahr                                              | 1800                                              | 1810                                              | 1820                                              | 1830                                              | 1840                                              | 1850                                              | 1860                                              | 1870                                              | 1880                                              | 1890                                              |
| ------------------------------------------------- | ------------------------------------------------- | ------------------------------------------------- | ------------------------------------------------- | ------------------------------------------------- | ------------------------------------------------- | ------------------------------------------------- | ------------------------------------------------- | ------------------------------------------------- | ------------------------------------------------- | ------------------------------------------------- |
| Einwohner                                         |                                                   |                                                   |                                                   |                                                   |                                                   | 47                                                |                                                   | 214                                               | 173                                               | 192                                               |
| Jahr                                              | 1900                                              | 1910                                              | 1920                                              | 1930                                              | 1940                                              | 1950                                              | 1960                                              | 1970                                              | 1980                                              | 1990                                              |
| Einwohner                                         | 218                                               | 235                                               | 193                                               | 169                                               | 133                                               | 96                                                | 90                                                | 96                                                | 84                                                | 98                                                |
| Jahr                                              | 2000                                              | 2010                                              | 2020                                              | 2030                                              | 2040                                              | 2050                                              | 2060                                              | 2070                                              | 2080                                              | 2090                                              |
| Einwohner                                         | 108                                               | 69                                                | 81                                                |                                                   |                                                   |                                                   |                                                   |                                                   |                                                   |                                                   |

## Wirtschaft und Infrastruktur

### Verkehr
Durch Caratunk verläuft der U.S. Highway 201 in nordsüdlicher Richtung parallel zum Kennebec River.

### Öffentliche Einrichtungen
Es gibt keine medizinischen Einrichtungen in Caratunk. Die nächstgelegenen befinden sich in Bingham.
Caratunk besitzt keine eigene Bücherei. Die nächstgelegenen befinden sich in Bingham, Monson und Solon.

### Bildung
Caratunk gehört mit Bingham, Moscow und West Forks zum Schulbezirk MSAD 13.
Im Schulbezirk werden folgende Schulen angeboten:
- Moscow Elementary School in Moscow
- Upper Kennebec Valley Jr/Sr High School in Bingham